# Доллонд, Петер
Петер Доллонд (англ. Peter Dollond; 24 февраля 1731 года — 2 июля 1820 года) — английский производитель оптических приборов, сын Джона Доллонда, родился в Кенсингтоне, Англия. Петер известен успешным бизнесом в области оптики и созданием апохромата.

## Биография
Работая вместе с отцом, а впоследствии с младшим братом и племянником (Джорджем Доллондом), он успешно разработал и изготовил ряд оптических приборов. Ему приписывают изобретение в 1763 году ахроматического триплета — то есть апохроматической линзы, которая широко используется и сегодня.
Петер Доллонд сначала вместе с отцом занимался производством шелка, но страсть отца к оптике настолько вдохновила его, что в 1750 году Петер бросил шелковый бизнес и открыл магазин оптических инструментов в Кеннингтоне, Лондон. Через два года его отец тоже бросил заниматься производством шелка и присоединился к сыну.
Телескопы Dollond для изучения космоса и наземного использования были одними из самых популярных в Великобритании и за рубежом в течение более полутора столетий. Сам адмирал лорд Нельсон владел одним из них. Другой в 1769 году отправился вместе с капитаном Куком, благодаря которому он наблюдал за прохождением Венеры.
Составной микроскоп Петера Доллонда был основан на усовершенствованиях микроскопа манжетного типа, изобретенного британскими разработчиками научных приборов Эдвардом Нэрном и Томасом Блантом примерно в 1780 году. Другой прибор был изобретен Доллондом для изменения монокулярного периметра соединения примерно в 1790 году. Он использовался для точного измерения толщины и размера шерстяных волокон.
Доллонд подал в суд на своих конкурентов. После успешной защиты юридического оспаривания патента, который он имел на ахроматический объектив, бизнес процветал. Репутация Доллонда, особенно благодаря тому, что его отец являлся членом Королевского общества, а также результатам его разработок и патентованию ахромата, дала компании фактическое право отказаться от использования лучшего оптического кремниевого стекла. Эта привилегия позволила Доллонду в течение многих лет сохранять преимущество над качеством по сравнению с телескопами и оптическими инструментами конкурентов.
Среди известных клиентов Петера Доллонда также были: Леопольд Моцарт, Фридрих II, Томас Джефферсон.
В 1927 году Dollond & Co объединилась с Aitchison & Co, чтобы сформировать Dollond & Aitchison, известную британскую сеть магазинов оптики на Хай- стрит.
Женой Петера Доллонда была Энн Филлипс, в браке у них было две дочери, Луиза и Энн